# 伊沙·摩路斯
小伊沙·曼努埃爾·摩路斯（英語：Esai Manuel Morales Jr.，1962年10月1日—），美國男演員、製片人、導演和音樂家。知名演出作品如電影《誰是老大》（1983年）、《青春傳奇》（1987年），以及電視劇《復活大道》（2000年至2002年）、《紐約重案組》（2001年至2004年）、《美國家庭》（2002年）、《卡布里卡》（2009年至2010年）、《黑钱胜地》（2017年）、《泰坦》（2018年）。
2023年和2024年分別在間諜動作片《不可能的任務：致命清算》及《不可能的任務：最終清算》中擔任主要反派。另外曾出演2005年电子游戏《真实犯罪：纽约》。

## 早年
伊沙·摩路斯生於紐約州布鲁克林区，波多黎各裔，父親老伊沙·摩路斯（Esai Manuel Morales Jr.）是焊工. 母親艾莉絲·瑪格麗塔（Iris Margarita）原姓迪斯利特（Declet），是國際女裝工人工會的工會活動家。摩路斯藉由就讀曼哈頓的表演藝術學院踏入演藝事業。

## 私生活
摩路斯是素食主義者。女兒於2010年出生。
摩路斯的名字為罕見的結構而經常在填字遊戲中被使用（四字母的英文單詞，包括第一個和最後一個字母，75%是母音）。一個填字遊戲線索網站估計，在1994年至2016年期間，「ESAI」在《洛杉磯時報》、《紐約時報》和《華盛頓郵報》等美國報紙上被用作填字遊戲答案超過上百次。

## 外部連結
- 官方網站 （页面存档备份，存于） at esaimorales.com
- 伊沙·摩路斯在互联网电影资料库（IMDb）上的資料（英文）